# طواف فرنسا للسيدات
طواف فرنسا للسيدات هو سباق دراجات هوائية يقام سنوياً حول فرنسا وهو جزء من طواف العالم للدراجات للسيدات، أقيمت أول نسخة من المسابقة في عام 2022 وفازت بها الهولندية أنيميك فان فليوتن.

## قائمة الفائزين
| السنة | الفائز              | الثاني        | الثالث                |
| ----- | ------------------- | ------------- | --------------------- |
| 2022  | أنيميك فان فليوتن   | ديمي فوليرينغ | كاتارزينا نيفيادوما   |
| 2023  | ديمي فوليرينغ       | لوت كوبيكي    | كاتارزينا نيفيادوما   |
| 2024  | كاتارزينا نيفيادوما | ديمي فوليرينغ | Pauliena Rooijakkers ‏ |
| 2025  |                     |               |                       |